# Юлиян Рачков
Юлиян Рачков е български актьор. Играе в постановките на Театър „София“.

## Кариера
Роден е на 19 септември 1984 г. в София. През 2007 г. завършва НАТФИЗ „Кръстьо Сарафов“ със специалност актьорско майсторство за драматичен театър в първия клас на професор Атанас Атанасов. Същата година прави своя професионален дебют като Труфалдино в „Слуга на двама господари“ с режисьор Красимир Спасов.
От септември 2010 г. е на щат в Театър „София“. През 2012 г. Рачков играе в моноспектакъла „Гъдулката гори“ от Райко Байчев.
Пиесите с негово участие включват „Апетит за череши“, „Скачай!“, „Питър Пан“, „Ревизор“, „Нощта на шестнайсети януари“, „Олд Сейбрук и последния страстен любовник“, „Анна Каренина“, „Мери Попинз“ и други. От септември 2017 г. играе във „Франкенщайн“, режисиран от Стайко Мурджев, където Рачков изпълнява ролята на Д-р Виктор Франкенщайн.

## Театрални роли[5][6][7]
Народен театър „Иван Вазов“
- "Слуга на двама господари" от Карло Голдони - Труфилдино , реж. Димитър Бузаков

Театър „София“
- "Котка върху горещ ламаринен покрив" от Тенеси Уилямс - Пастор Тъкър, реж. Стайко Мурджев
- "Чудните приключения на Пинокио" от Карло Колоди - Майстор Череша, кочияша, дресьора и гарванът, реж. Елза Лалева
- "Лулу" от Франк Ведекинд - Шварц, реж. Крис Шарков
- "Пер Гюнт" от Хенрик Ибсен - Мас Муен, трол, луд, капитанът, реж. Катя Петрова
- "Кашонът" от Клеман Мишел - Антоан, реж. Калин Ангелов
- "Няма да платим, няма да платим" от Дарио Фо - Ефрейтор Конски, реж. Теди Москов
- "Емигрантски рай" от Димитър Динев (писател) - Вергил, реж. Катя Петрова
- "Закачане" по текстове на Неда Соколовска и Стайко Мурджев - Пънки, реж. Неда Соколовска
- "Палачи" от Мартин Макдона - Чарли, реж. Стоян Радев (режисьор)
- "Франкенщайн" от Ник Диър- Франкенщайн/Юън, реж. Стайко Мурджев
- "Женитба" от Николай Гогол - Паткальосин, реж. Елена Панайотова (режисьор)
- "Мери Попинз" от Памела Травърз - Господин Банкс, Бърт, рибарят и Фани, реж. Анастасия Събева
- "Апетит за череши" от Агнешка Ошецка - Мъжът, реж. Ана Батева
- "Анна Каренина" от Лев Толстой - Левин, реж. Николай Поляков
- "Роня - дъщерята на разбойника" от Астрид Линдгрен - Буркан, реж. Катя Петрова
- "Нощта на 16ти януари" от Айн Ранд - Инспектор Суини, реж. Пламен Марков (режисьор)
- "Ние сме вечни" от Кирил Буховски - Сашо, реж. Василена Радева
- "Последният страстен любовник" от Нийл Саймън - Барни, реж. Николай Поляков
- "Сватба на дребния буржоа" от Бертолт Брехт - Младоженецът, реж. Петринел Гочев
- "Питър Пан" от Пиърс Чатър Робинсън -Беззъбият, реж. Бисерка Колевска
- "Ян Бибиян" от Елин Пелин - главатар на дяволите, реж. Бисерка Колевска
- "Госпожа министершата" от Бранислав Нушич - Чедомир, реж. Недялко Делчев
- "Напразни усилия на любовта" от Уилям Шекспир - Фердинанд, реж. Крис Шарков
- "Парижката Света Богородица" от Виктор Юго - Жеан, реж. Лилия Абаджиева
- "Скачай" от Здрава Каменова - Щеката, реж.Калин Ангелов
- "Грозният" от Мариус фон Майенбург - тялото, реж. Василена Радева
- "Гъдулката гори" от Райко Байчев - моноспектакъл, реж. Добромир Цветков
- "Четири стаи" от идея на Алисън Андърс, Александър Рокуел, Роберт Родригес, Куентин Тарантино - Честър Ръш, реж. Атанас О'Махони
- "Суматоха" от Йордан Радичков - Зеленото дърво, реж. Боян Иванов
- "Сън в лятно нощ" от Уилям Шекспир - Пък, реж. Бойко Богданов
- "Коварство и любов" от Фридрих Шилер, реж. Стайко Мурджев
- "Ревизор" от Николай Гогол - Пьотър Иванович Добчински, реж. Бойко Богданов
- "Агнес" от Михаил Вешим - професор Джонсън Иванович, реж. Съни Сънински
- "Тримата мускетари" от Марк Рехелспо и Александър Дюма - херцог Бъкингам, реж. Атанас О'Махони
- "Бременските музиканти" драматизация Венцислав Асенов - съпруг и момчето с пижамата, реж. Венцислав Асенов
- "Преди/След" от Роналд Шимелпфени - мъжът с ръкописа, реж. Иван Добчев

Театър „Българска армия“
- "Пътува Одисей" - доктор, Индиана Джоунс и моряк, реж. Теди Москов
- "Игра на любовта и случая" от Пиер Мариво - Арлекин, реж. Красимир Спасов

Младежки театър „Николай Бинев“
- "Тунелджиите" от Дон Дюнис - умиращият, реж. Василена Радева

Драматично-куклен театър „Васил Друмев“
- "Кризисен център" от Михаил Казаков - Бранко, реж. Съби Събев

I AM STUDIO
- "Сън в лятна нощ" от Уилям Шекспир - Пък, реж. Юлиян Петров

Нов драматичен театър „Сълза и смях“
- "Капитанът срещу няма да платим" - капиталист, полицай, войник, прокурор, фабрикант, реж. Съни Сънински

Театрална работилница „Сфумато“
- "Колекцията" от Харолд Пинтър - Джеймс, реж. Антон Угринов

Национална академия за театрално и филмово изкуство
- "Да бъдеш Джейми Фостър" от Бет Хенли - Гюла, реж. Атанас Атанасов (актьор)
- "Обноски за маса" от Алън Ейкбърн - Норман, реж. Антон Угринов
- "Иванов" от Антон Чехов - Боркин, реж. Александър Събев

## Филмография
- Алфа (сериал) (2024) - Юли Янев, телевизионен сериал
- "Вина (сериал)" (2024) - доктор Чаушев, телевизионен сериал
- "Мен не ме мислете" (2023) - полицай, телевизионен сериал
- "Войната на буквите (сериал)" (2022) - Андрий, телевизионен сериал
- "Братя (сериал)" (2022) - Божилов, телевизионен сериал
- "В Изолация" (2021) - Борил, уеб сериал
- "Хайдути" (2019) - еничар, късометражен филм
- "Охлюви" (2017) - Недгметин, късометражен филм
- Вълшебните приказки на щурчето: На лъжата краката са къси (2009)